# IC 431
IC 431 — галактика типу RN (відзеркалююча туманність) у сузір'ї Оріон.
Цей об'єкт міститься в оригінальній редакції індексного каталогу.